# Infern de les biblioteques

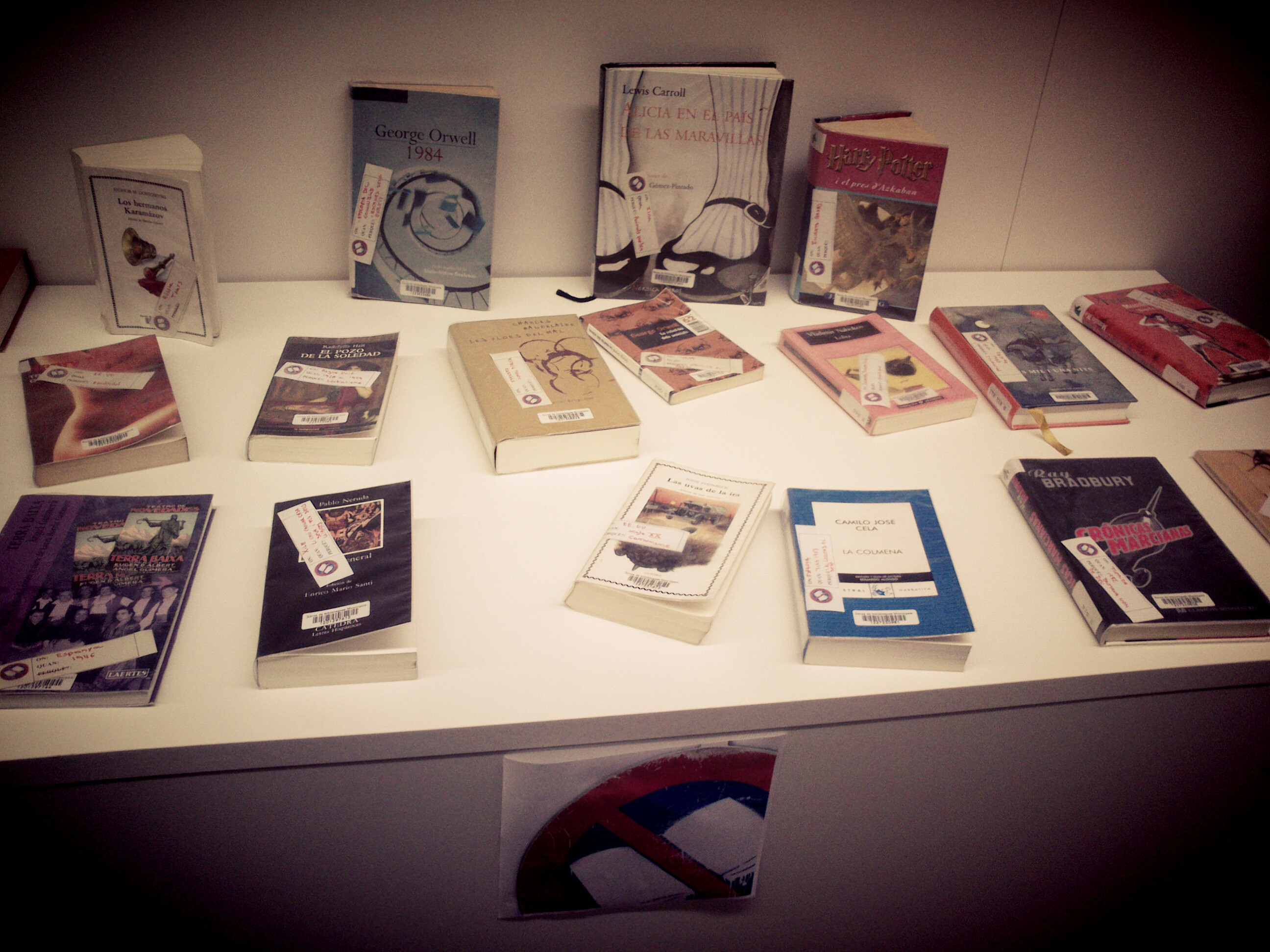
Exposició de Llibres prohibits a la Biblioteca del Sud. Els llibres que en altra època estaven a l'"infern" de les biblioteques ara formen part d'una exposició

L'infern de les biblioteques, és una mena d'armari o dipòsit on es guarden els llibres prohibits, amagats de les prestatgeries a disposició del públic, per considerar-se que van en contra la moral, els bons costums o la línia ideològica del règim. És un concepte que té el seu origen en el món llatí i catòlic. A Europa, fins a la fi dels anys 1970, moltes biblioteques tenien el seu «infern», un fons secret del qual el contingut no apareixia al catàleg oficial.

## A l'Espanya franquista
Durant la depuració de les biblioteques pel règim franquista, es procedeix seguint les Normas de selección de libros en las Bibliotecas Populares, reglamentades per la Dirección General de Archivos y Bibliotecas de Madrid. Les ordres eren retirar de les prestatgeries tots els llibres assenyalats pel règim. Això va portar a crear, en la majoria de les biblioteques, els anomenats "inferns". Durant molts anys, les biblioteques van guardar aquests llibres, que no es podien llegir, en armaris amb les portes ben tancades. Es pensava que els llibres tenien un paper molt important en l'educació de les persones i eren, en part, els responsables de la formació d'idees i actituds, per la qual cosa calia controlar-los i deixar només els que formessin les persones en la ideologia del nou estat.
Els criteris per seleccionar aquests llibres van portar a retirar llibres tan inofensius com El Corsari negre, d'Emilio Salgari. Entre els llibres que van passar a l'infern es trobaven tots els autors russos i la majoria d'autors catalans o escrits en català. Ça i lla, bibliotecàries van assajar saltar la censura franquista, com testimoneja la bibliotecària Teresa Rovira i Comas el 2013: «A Esparreguera, una de les primeres coses que em van ensenyar va ser l'infern. L'infern de les biblioteques era l'armari on hi havia els llibres en català. Recordo que quan me'l van mostrar, el primer que vaig veure van ser els llibres del meu pare. A poc a poc, els vaig anar traient tots i els vaig oferir al públic.» També s'hi conservaven totes les obres considerades contràries al Movimiento Nacional, les anticatòliques i les maçòniques.
Pel que fa als llibres prohibits, hi havia dos grups: els prohibits de forma permanent i els que només ho eren temporalment.
Entre els decrets promulgats a partir de 1936, hi ha els que anaven encaminats a «sanear la cultura». Així, el primer d'aquests, l'ordre de la Junta Técnica del Estado del 23 de desembre de 1936, que declarava il·lícits tota classe de textos «pornogràfics o de literatura socialista, comunista, llibertària i, en general, dissolvents», que s'havien de retirar de la circulació i guardar a les biblioteques, és a dir, als «inferns» o «purgatoris».

## A altres països
El fenomen existeix també en altres països. En alemany s'utilitza la paraula Remota o Giftschrank (armari dels verins), per analogia a l'armari tancat de les farmacies on es conserven les substàncies perilloses. La biblioteca de l'estat de Baviera (Alemanya) (Bayerische Staatsbibliothek) és una de les rares institucions que continua mantenint el seu infern tancat al públic, però a poc a poc la gran majoria de les biblioteques públiques han obert el seu «armari dels verins» i deixen als lectors (o als seus pares) la decisió del que volen, o poden, llegir o no. El 2007-2008, la Biblioteca Nacional de França va organitzar l'exposició L'infern de la biblioteca: eros a l'armari secret, dedicada a les obres literàries i il·lustracions contràries a la moral i els bons costums que des del 1830 es van conservar en un lloc separat, anomenat «Enfer» només accessible amb permís especial, que aviat va obtenir una fama mítica. Ja des del 1977 «L'infern» de la biblioteca nacional va obrir-se en suprimir l'obligació d'un permís especial per a poder accedir a aquesta secció. L'infern de la Biblioteca Reial dels Països Baixos va ser suprimida el 1982 quan la col·lecció es va reorganitzar a l'edifici nou. Tothom pot consultar les antigues obres prohibides, entre les quals llibres eròtics del segle xviii i XIX força rars, a la sala Bijzondere Collecties (col·leccions especials). L'infern de la British Library es deia The Private Case.